# Tardos nemzetség
(Tardos, Turdos, Tordos, Turdas.)

## Története
A Tardos nemzetség ősi birtoka, a mai Komárom-Esztergom vármegye, de régen Esztergom vármegye területén, a Gerecse hegység völgyében lévő – a nemzetség nevét viselő – Tardos falu volt,  melynek egy része még a 13. század végén is birtokában volt.
A nemzetségnek három ágát ismerjük:'Palojtai, Maróti és Köbölkúti ágakat.

### Palojtai-ág
A Palojtai ág első ismert őse Pósa volt, kinek két fia volt: I. Tardos, és 
I. Sándor, kik 1264 táján éltek.  A fennmaradt oklevelek szólnak arról, hogy a sági prépost javára 1264-ben lemondanak Palojta nevű birtokuk keleti, a Kürtös
patak mellé eső részéről.
A Tardos nemzetség Palojtai ágának birtokai Hont vármegyében voltak. Ez ágnak valószínűleg már a tatárjárás előtti korszakban birtokában volt Palojta birtok egy része, melyet 1244-ben vagy 1264-ben Pósa fiai Tardos és Sándor négy és fél márkáért átengedtek Roland sági prépostnak. (Fejér VII. I. 286. IV. 3. 243.)  Ez ág sarja volt Tardos fia Torda is,  aki 1337-ben beleegyezett Palojta határjárásába.

### Maróti-ágak
A Maróti ágak részben 'Tardoson, de legnagyobbrészben a Tardos szomszédjába eső Puszta-Maróton (Pusztamarót) laktak.
A Maróti ágak első ismert őse I. Egyed volt, kinek négy fia ismert: Pál bán (1266-72), Márton (1266-81), II. Sándor (1266-72), és I. Benczencz (1266-81).
1272-ben I. Egyed fiai beleegyeztek a hajdan Nagy-Sáp (Nagysáp) és Csolnok közé eső Berény (mára elpusztult falu) eladásába, holott nekik, mint szomszédoknak, elővételi joguk lett volna. A négy testvér még ez évben megosztozott birtokain.
A Maróti ágak tagjairól és birtokaik elhelyezkedéséről az oklevelekben több adat is fennmaradt:
I. Benczencz a Bajót környékére eső mára már elpusztult Jolok falu rá eső negyedrészének eladásakor készült szerződésbe belefoglalta akkor élő összes, legnagyobbrészt kiskorú gyermekeit: II. Egyed, András, Péter, Pó, Pál, II. István nevét is.
Testvérei: Pál bán, aki ekkor valahol albániában viselt hivatalt, I. Márton és Sándor.
Gyermekei és testvérei nevén kívül az oklevélben név szerint felsorolták a Maróti ág akkor élő többi tagja nevét is, melyek a következők voltak: I. Vida fiai: II. Vida, Fülpös, 
Bálint fia: Mikó, I. Mihály fiai: Feliczián és II. Mihály.
Birtokaik közé tartozott még a Puszta-Maróttól (ma Pusztamarót) délkeletre eső mára már elpusztult Udvarnok település, Bikal (ma Bikol) és az 1287-ben Fülpös fiai által eladott  mára már nemlétező Töttös is.

### Köbölkúti-ág
A Köbölkúti ág-at csupán két birtokeladásról szóló szerződés említi:
1288-ban Endrefia János és fiai (de genere Turdas) a vasvári káptalan előtt eladják Cseh nevű birtokukat.
1289-ben Sár-i birtokukat, ugyancsak a vasvári káptalan előtt.
Ennélfogva nem lehetetlen, hogy Vas vármegyében is lehetett valaha Köbölkút helység, 
de a Tardos nemzetség birtokviszonyaiból következtetve az is lehet, hogy ez ág tagjai az Esztergom vármegyei Köbölkúton laktak.
1234-ben van említve az oklevelekben Köbölkúti Péter alnádor neve, 1245-ben ugyancsak ő van említve, Karva-i birtokának eladásakor, de hogy a Tardos nemzetséggel vérségi összeköttetésben állt-e, az nem bizonyított.